# Cussac (Alta Vienne)
Cussac è un comune francese di 1 260 abitanti situato nel dipartimento dell'Alta Vienne nella regione della Nuova Aquitania.

## Società

### Evoluzione demografica
Abitanti censiti